# Boban Babunski
Boban Babunski (n. 5 mai 1968) este un fost fotbalist macedonean.

## Statistici
| Iugoslavia | Iugoslavia | Iugoslavia |
| An         | Meciuri    | Goluri     |
| ---------- | ---------- | ---------- |
| 1991       | 2          | 0          |
| Total      | 2          | 0          |
| Macedonia  |            |            |
| An         | Meciuri    | Goluri     |
| 1993       | 1          | 0          |
| 1994       | 3          | 0          |
| 1995       | 4          | 0          |
| 1996       | 2          | 1          |
| 1997       | 2          | 0          |
| 1998       | 1          | 0          |
| 1999       | 6          | 0          |
| 2000       | 4          | 0          |
| Total      | 23         | 1          |